# Angélique Cénas
Angélique-Madeleine Cénas, född 14 maj 1757 i Stockholm, död efter 1790, var en fransk skådespelerska och operasångerska. 
Hon var dotter till skådespelaren Barbe Marguerite Henry och sidenhandlaren Jean-Baptiste Coudurier. Hon fick 1770 sin styvfar balettdansaren Gaspard Cénas namn. 
Familjen lämnade Sverige då Sällskapet Du Londel avskedades av Gustav III 1771. Hon gjorde med modern och sin syster i succé i Rouen och i Lille under 1773. Hon spelade unga hjältinnor inom komedi, tragedi och opera. 1778 uppträdde hon i Haag, och 1779 anställdes hon vid teatern La Monnaie i Bryssel, där hon blev ledande operasångerska och subrett. 1783 debuterade hon i Paris, där hon var elev till Doligny. 1784-87 var hon verksam i Amsterdam, och 1788-90 i Liège. Därefter finns ingen information om henne. 
Gift 5 november 1781 med operasångaren Pierre-Henri de Moulinneuf, känd som Montroze.